# Зубцово (Орловская область)
Зубцово — деревня в Ливенском районе Орловской области России.
Входит в Здоровецкое сельское поселение.

## География
Расположена на правом берегу реки Лесная Ливенка севернее деревни Красово, с которой граничит.
Через деревню проходит автодорога, выходящая на автомобильную дорогу 54К-5. В Красово имеются три улицы — Ашихминка, Вишневая и Полевая.

## Население
| 2002 | 2010 |
| ---- | ---- |
| 134  | ↘129 |